# 西山均
西山 均（にしやま ひとし）は、日本の実業家。大阪トヨタ自動車代表取締役社長や、岐阜大学医学部附属病院病院長補佐を務めた。

## 人物・経歴
1972年大阪市立大学商学部卒業、トヨタ自動車工業（のちのトヨタ自動車）入社。1997年第4販売部部長。1998年人事部副部長。2000年営業人材開発部部長。2001年ビスタ店営業部部長。2003年常務役員、トヨタモデリスタインターナショナル監査役。2004年トヨタユーゼック監査役。2005年トヨタ輸送監査役。2006年トヨタ自動車顧問。東京トヨペット取締役副社長を経て、2008年大阪トヨタ自動車代表取締役副社長。2009年から大阪トヨタ自動車代表取締役社長。2017年からは岐阜大学医学部附属病院病院長補佐として、病院のカイゼンにあたった。